# Universitas Istropolitana
De Universitas Istropolitana is een historische middeleeuwse universiteit in het toenmalige Pozsony, het huidige Bratislava. De universiteit bestond tussen 1465 en 1491 en werd gesticht door Paus Paulus II, namens de Hongaarse renaissancekoning Matthias Corvinus. Deze universiteit was toen de derde gestichte binnen dat koninkrijk, na die van Pécs (1367) en Oud-Boeda (1410). Als we het er in personele unie verbonden koninkrijk Kroatië meenemen was het de vierde gestichte universiteit. In Zara was er één gesticht in het jaar 1396. De middeleeuwse universiteit in Pozsony is een voorganger van de huidige Comeniusuniversiteit Bratislava.

## Grote geleerden
Ondanks haar korte bestaan, waren er grote geleerden mee verbonden. Voorbeelden van deze geleerden waren de humanist Regiomontanus, de hofwiskundige en astronoom van de eerder genoemde koning Matthias. Regiomontanus is vernoemd naar zijn stad Koningsbergen in Franken en János Vitéz. Vitéz was aartsbisschop van Esztergom, Latinist, humanist, astroloog, astronoom en wiskundige. Hij was van origine afkomstig uit het middeleeuwse koninkrijk Kroatië. Nog een ander voorbeeld is de Italiaanse humanist, arts, historicus en astronoom Galeotto Marzio. Marzio was van origine afkomstig uit het Umbriaanse Narni en eveneens de eerste bibliothecaris van de eerdere genoemde koning. Ook was de Hongaars-Kroatische bisschop van Pécs, humanist, Neolatijns dichter en diplomaat Janus Pannonius betrokken bij de oprichting van de universiteit. Verder is de Poolse astroloog, astronoom en arts, genaamd Marcin Bylica, bij de universiteit in Pozsony betrokken geweest, nadat hij persoonlijk gevraagd werd door János Vitéz en diens neef en heeroom-zegger Janus Pannonius. Bylica was eerder als geleerde verbonden geweest met de Universiteit van Bologna, aan deze universiteit onderwees hij astronomie. Zijn studie had hij voltooid aan de Universiteit van Krakau.

## Faculteiten
De universiteit bestond uit vier faculteiten en leidde geneeskundigen, filosofen, theologen en meesters in de rechtsgeleerdheid op.
De faculteiten waren:
- Theologie
- Geneeskunde
- Kunsten
- Rechtsgeleerdheid

Het gebouw zelf werd in 1467 verworven door de eerder genoemde koning Matthias en de eerste drie genoemde faculteiten, waren gebaseerd op de Sorbonne en de laatst genoemde op de eerder genoemde Universiteit van Bologna. Het gebouw is gebouwd in de renaissancestijl. In het gebouw is een monument, gelegen aan de Ventúrska 3 in de oude binnenstad en huisvest tegenwoordig een toneelschool.
De naam van de universiteit verwijst in het Oudgrieks,  naar de Donau: Istropolitana verwijst letterlijk naar Istropolis: "Donaustad".

## Trivia
De Slowaakse overheid gaf in 2017 een herdenkingsmunt van 2 euro uit, om het bestaan van de 550-jaar oude universiteit te herdenken.